# Перри-Утконос
Пе́рри-Утконо́с (Аге́нт Пи) (англ. Perry the Platypus (Agent P)) — герой мультсериала «Финес и Ферб», домашний утконос, тайный агент «ОБКА» (Организации Без Крутой Аббревиатуры) — (англ. O.W.C.A, Organization Without a Cool Acronim). Рисуется как кирпич голубого цвета. Живёт в семье Флиннов-Флэтчеров, любимец Финеса и Ферба. Перед ними он должен изображать из себя ленивое бездумное животное. Работая как агент, он надевает шляпу, его задача — пресекать зловредную деятельность злобного учёного, доктора Фуфелшмерца. В ходе работы они так хорошо познакомились, что стали друзьями. Не говорит, но издаёт звук, напоминающий урчание.
В полнометражном мультфильме есть альтернативный двойник из другого измерения — Перри-уткоборг, покрытый железом генерал армии альтернативного Фуфелшмерца, который в конце фильма опять становится добрым и возвращается к Финесу и Фербу.

## Роль в сериале
Перри — домашний утконос смешанной семьи Флинн-Флетчеров. Он понравился Финесу и Фербу, поскольку его несфокусированный взгляд производил впечатление, будто он смотрит на них обоих одновременно . 
Тайно от них, Перри живёт двойной жизнью секретного агента, работающего на «Организацию Без Крутой Аббревиатуры/ОБКА», имея псевдоним «Агент Пи».
Связь со своим руководителем, Майором Монограммом, осуществляется в огромном высокотехнологичном подземном тайном убежище через огромный экран для видеоконференций. Ежедневно он отправляется на сражение со злым учёным Доктором Фуфелшмертцем, который использует свои изобретения для попыток завоевания Триштатья, где происходит действие сериала.
Перри всегда удаётся сорвать планы Фуфелшмертца, что зачастую скрывает следы технического творчества его хозяев, мальчиков Финеса и Ферба, которым они занимаются ради удовольствия, чтобы провести лето веселее.
Это спасает их от наказания, несмотря на то, что их старшая сестра, Кендэс Флинн, считает их проекты недопустимыми и очень опасными, и постоянно пытается обратить на них внимание их матери, Линды Флинн.
Показанные вначале как смертельно враждебные, в дальнейшем отношения Перри и Хайнца Фуфелшмертца становятся всё более близкими, даже дружескими, а их сражения становятся всё более похожими на игру.

### Характер
Перри-Утконос бесстрашен и смел, непоколебимо уверен в себе, и в то же время учтив, что делает Джеймса Бонда выглядящим в ряду дилетантов».
Единственное, чего он боится — разоблачить себя перед окружающими как агента, что вероятно приведёт к его расставанию с хозяевами.

## Концепция и история создания
Задумывая мультсериал «Финес и Ферб», его создатели Дэн Повенмайр и Джефф Марш решили, что в нём требуется «активная» сюжетная линия.
Ещё в ходе работы над мультсериалом «Новая жизнь Рокко» они использовали повторяющиеся элементы в эпизодах, которые они написали, включающие в себя последовательности действия и сцены погони.
Повенмайр и Марш решили использовать эти элементы и в качестве исполнителя выбрали Перри. Чтобы дать ему проявить себя перед зрителем, ему был придан заклятый враг Хайнц Фуфелшмертц.
При выборе внешнего вида Перри, Повенмайр и Марш хотели взять нечто необычное, такое животное, которое дети не могли бы просто «выбрать в зоомагазине и выпросить у родителей».
Они выбрали утконоса, поскольку его внешний вид был непривычен и не имел шаблонов в анимации. 
Это животное не использовалось в американских анимационных программах, так что создатели решили, что Перри «не придётся спорить с шаблонными представлениями, которые зрители могли бы иметь по поводу более традиционного зверя». Это дало им возможность рисовать раскадровку с утконосом по своему усмотрению, поскольку «никто ничего не знает о нем».
Перри имел собственную песню, условно названную «Перри», исполненную Randy Crenshaw и Laura Dickinson, и написанную Маршем и Повенмайром. 
Эта песня, вместе с музыкальным номером «Gitchee Gitchee Goo» из эпизода «Звезды на час», стали первыми музыкальными композициями, которые Повенмайр и Марш показали в The Walt Disney Company. 
Они волновались по их поводу, поскольку, как говорил Повенмайр, «у Диснея была большая история использования музыки — что, если им не понравится?» Реакция, тем не менее, была позитивной и создателям было предложено написать песню для каждого последующего эпизода.
Начальный текст песни описывал Перри как обычное определение утконоса: «He's a semi-aquatic egg-laying mammal of action».

### Рисунок
Подобно остальным персонажам сериала, для Перри установлен простой стиль, позволяющий юным зрителям легко нарисовать его 
Согласно общей концепции сериала, внешний вид Перри получен из геометрических фигур, в стиле, напоминающем об аниматоре Тексе Эйвери, создателе Looney Tunes. 
Повенмайр использовал различные стили для рисования Перри, в зависимости от того, что он изображает. Когда он изображает домашнее животное, Повенмайр начинает с прямоугольника, похожего на буханку хлеба. Затем у него рисуются передние конечности, и только потом клюв, установленный под определённым углом. После этого рисуются глаза, которые никогда не сфокусированы и направлены в различных направлениях. В конце рисуются задние лапы, хвост, волосы, и потом раскрашивается.
Когда Перри рисуется как секретный агент, Повенмайр так же начинает с прямоугольной «буханки хлеба», но рисует её стоящей вертикально и помещает наверху головы, соединённой с квадратным туловищем, фетровую шляпу. В отличие от домашнего животного, глаза Перри как секретного агента «полны голубовато-стальной решимости». Далее рисуются руки и ноги. Ноги согнуты, приготовлены к действию или реакции на опасность. В конце добавляется бобровый хвост и делается раскраска.

## Отклики
Как персонаж, Перри нашёл как фанатов, так и критиков. 
Как писала Синтия Литлтон в журнале Variety, «Перри-Утконос является прорывной звездой мультфильма „Финес и Ферб“ канала Дисней».
Автор газеты The New York Times Сьюзан Стюарт назвала его «неустрашимым». Жан Ю, пресс-представитель Disney Channel, заявил, что Перри «учтив» и «делает Джеймса Бонда похожим на дилетанта». Аарон Bynum из Animator Insider  высказал мнение, что он «непоколебимо уверен в себе». 
Карли H. из издательства Scholastic объявил Перри «чертовски потрясающим». 
Джош Джексон, редактор журнала Paste, назвал отношения Перри и Фуфелшмерца «почти совершенными.»
Некоторые обозреватели дали негативные комментарии относительно Перри и его сюжетной линии, которые Шерри Робинсон из Тампа-Бэй Таймс счел «довольно триповыми». 
Кевин Макдоно из Sun Coast Today описал их как «сложные» и «слабо связанные» с остальной частью серии, добавив, что он «не знает, что это добавляет, кроме добавления шума взрывов к уже постоянному шуму пения и криков». 
Эд Лю из Toon Zone считает «загадкой, что секретный агент Перри делает в этом шоу в первую очередь». Лю счёл, что его сюжетная линия делается по типу «бросить все на стену и посмотреть, что прилипнет», и пишет, что «во многих из ранних эпизодов шоу не получилось хорошо сбалансировать основную и боковые сюжетные линии».
Перри номинировался на Nickelodeon Kids' Choice Award в 2014 по категории «Favorite Animated Animal Sidekick».

### Комментарии
1. ↑  Сцена «внедрения» Перри-утконоса в семью Флинн-Флетчеров была показана в фильме Финес и Ферб: Покорение 2-го измерения
2. ↑  Борьба Фуфелшмертца с Перри была названа «игрою» шестнадцатилетней дочерью злоучёного, Ванессой Фуфелшмертц, в эпизоде «Двигай фишки», а в эпизодах «Настоящий мальчик» и «День отца» Фуфелшмертц называет Перри другом, на которого он всегда может положиться.